# Celso Raposo
Celso Daniel Caeiro Raposo (Barreiro, 3 aprile 1996) è un calciatore portoghese, difensore della Lokomotiv Sofia.

## Carriera
Dopo aver giocato a lungo nelle serie inferiori portoghesi (ad eccezione di una breve parentesi al Vestri nella seconda divisione islandese), il 5 luglio 2021 viene acquistato dalla Lokomotiv Sofia, formazione della massima serie bulgara.

## Statistiche

### Presenze e reti nei club
Statistiche aggiornate al 17 marzo 2023.
| Stagione               | Squadra                | Campionato             | Campionato | Campionato | Coppe nazionali | Coppe nazionali | Coppe nazionali | Coppe continentali | Coppe continentali | Coppe continentali | Altre coppe | Altre coppe | Altre coppe | Totale | Totale |
| Stagione               | Squadra                | Comp                   | Pres       | Reti       | Comp            | Pres            | Reti            | Comp               | Pres               | Reti               | Comp        | Pres        | Reti        | Pres   | Reti   |
| ---------------------- | ---------------------- | ---------------------- | ---------- | ---------- | --------------- | --------------- | --------------- | ------------------ | ------------------ | ------------------ | ----------- | ----------- | ----------- | ------ | ------ |
| gen.-giu. 2018         | Almancilense           | CdP                    | 10         | 0          | CP              | -               | -               |                    | -                  | -                  |             | -           | -           | 10     | 0      |
| 2018-2019              | Praiense               | CdP                    | 20         | 0          | CP              | 3               | 0               |                    | -                  | -                  |             | -           | -           | 23     | 0      |
| 2019-2020              | Cova da Piedade        | LdH                    | 10         | 0          | CP+CdL          | 0+1             | 0               |                    | -                  | -                  |             | -           | -           | 11     | 0      |
| 2020-apr. 2021         | Pinhalnovense          | CdP                    | 14         | 1          | CP              | 1               | 0               |                    | -                  | -                  |             | -           | -           | 15     | 1      |
| apr.-lug. 2021         | Vestri                 | 1D                     | 6          | 0          | CI              | 1               | 0               |                    | -                  | -                  |             | -           | -           | 7      | 0      |
| 2021-2022              | Lokomotiv Sofia        | 1L                     | 24+3       | 1+1        | CB              | 2               | 0               |                    | -                  | -                  |             | -           | -           | 29     | 2      |
| 2022-2023              | Lokomotiv Sofia        | 1L                     | 22         | 1          | CB              | 1               | 0               |                    | -                  | -                  |             | -           | -           | 23     | 1      |
| Totale Lokomotiv Sofia | Totale Lokomotiv Sofia | Totale Lokomotiv Sofia | 46+3       | 2+1        |                 | 3               | 0               |                    | -                  | -                  |             | -           | -           | 52     | 3      |
| Totale carriera        | Totale carriera        | Totale carriera        | 109        | 4          |                 | 9               | 0               |                    | -                  | -                  |             | -           | -           | 118    | 4      |